# والکر بیسین (کالیفرنیا)
والکر بیسین (به انگلیسی: Walker Basin) یک منطقهٔ مسکونی در ایالات متحده آمریکا است که در شهرستان کرن، کالیفرنیا واقع شده‌است. والکر بیسین ۱٬۰۲۱٫۰۹ متر بالاتر از سطح دریا واقع شده‌است.